# Karl Reinhold von Köstlin
Karl Reinhold von Köstlin, född den 28 september 1819 i Bad Urach, död den 11 april 1894 i Tübingen, var en tysk estetiker och teolog, son till Karl Wilhelm Gottlieb von Köstlin, kusin till Christian Reinhold och Julius Köstlin.
von Köstlin ägnade sig under Baur åt teologiska studier, men övergav senare teologin för estetiken, därtill förmådd av Friedrich Theodor Vischer. Han blev 1857 extra ordinarie samt 1863 ordinarie professor i estetik och konsthistoria vid sin födelsestads universitet.
von Köstlin utgav bland annat de exegetiska arbetena Der Lehrbegriff des Evangeliums und der Briefe Johannes (1843) och Der Ursprung und die Composition der synoptischen Evangelien (1853).
Inom det estetiska området publicerade von Köstlin Goethes Faust, seine Kritiker und Ausleger (1860), Aesthetik (2 band, 1863-69), Hegel in philosophischer, politischer und nationaler Beziehung (1870) och Der Ring der Nibelungen (1877). I Vischers stora estetik författade von Köstlin avdelningen om musiken.